# David Loiseau
David Loiseau (Montreal, 17 de dezembro de 1979) é um lutador canadense de artes marciais mistas. Ele já lutou pelas promoções do Ultimate Fighting Championship, EliteXC e TKO Major League MMA. Ele é ex-Campeão Peso Médio do TKO e TPF. Ele foi o primeiro haitiano-canadense a lutar no UFC. Loiseau também participou do filme La Rage de I'ange.

## Biografia
David Loiseau nasceu em Montreal, Canadá de pais Haitianos. Ele tem expressado seu interesse para as pessoas do Haiti e pelo seus avós, que ainda residiam no Haiti até o Terremoto de 2010. Ele recentemente tem pedido a pessoas para doares e ajudarem o país o quanto puderem. "Eu não quero dormir," ele disse.  "Eu quero dar uma mensagem."

## Carreira no MMA

### UCC
Loiseau começou sua carreira no MMA na organização canadense Universal Combat Challenge (UCC) (depois vendida e renomeada TKO Major League MMA. Ele acumulou o recorde de 8-2, incluindo vitórias sobre Shawn Tompkins, Joe Doerksen e Tony Fryklund.

### Ultimate Fighting Championship
Loiseau fez sua estréia no UFC em Abril de 2003 no UFC 42, derrotando Mark Weir por nocaute. Depois naquele ano, no UFC 44, ele perdeu por decisão unânime para Jorge Rivera.
Após conseguir 2-1 na organização do TKO, Loiseau retornou ao UFC em 2005, com vitórias por nocaute técnico sobre Gideon Ray, Charles McCarthy e Evan Tanner. Ele então perdeu por decisão unânime em 2006, para Rich Franklin no UFC 58 e para Mike Swick no UFC 63.
Em 2009, após conseguir 4-2 em pequenas promoções, Loiseau retornou novamente, perdendo em outra decisão unânime para Ed Herman no UFC 97. Ele foi então demitido do UFC.
Após uma vitória por nocaute técnico no MFL 2 - Battleground, Loiseau retornou ao UFC e perdeu para Mario Miranda por nocaute técnico em 12 de Junho de 2010, no UFC 115. Ele foi novamente demitido do UFC com essa derrota.

### Promoções Independentes
Em sua primeira luta após a demissão do UFC, Loiseau derrotou Leopoldo Serao no Tachi Palace Fights 8: All or Nothing pelo Título Peso Médio do TPF por nocaute técnico no quinto round, quando o doutor declarou que Serao não podia continuar devido ao seu corte.
Loiseau era esperado para defender seu título no TPF 10 em 5 de Agosto, contra Givanildo Santana. Mas em 28 de Julho de 2011, o agente de Loiseau anunciou que ele havia sofrido uma lesão que precisaria de uma cirurgia, e não seria capaz de lutar. Loiseau depois revelou em uma entrevista com a KORE Vision que foram duas cirurgias, uma em Setembro e outra em Novembro de 2011, para uma reparação interna e externa do menisco do seu cotovelo esquerdo.
Loiseau fez seu retorno ao cage ao derrotar Christopher McNally por nocaute técnico no CES Real Pain em 6 de Outubro de 2012, no Dunkin’ Donuts Center em Providence, Rhode Island.
Loiseau era esperado para enfrentar em Calgary em 12 de Julho de 2013 contra Marcus Vinicius pelo Aggression Fighting Championship 20, mas a comissão de Calgary não permitiu a luta. Ele em vez disso lutou em Montreal no Challenge MMA 2 em 17 de Agosto, ganhando uma decisão unânime de Caleb Grummet. 
Loiseau era esperado para enfrentar Mike Kent em 25 de Outubro, no evento principal do ECC 18 em Halifax, Nova Scotia. Loiseau ganhou o Título Meio Pesado do ECC com um rápido nocaute técnico sobre Kent. 
David Loiseau fez o evento principal do WSOF Canadá: Loiseau vs. Lewis em Edmonton, Alberta em 7 de Junho de 2014. Loiseau enfrentou Dwayne Lewis no Peso Meio Pesado. Ele perdeu a luta por decisão unânime.

## Títulos
- Extreme Cage Combat
  - Título Meio Pesado do ECC (Uma vez, atual)

- Tachi Palace Fights
  - Título Peso Médio do TPF (Uma vez, atual)

## Cartel no MMA
| Cartel no MMA   |             |             |
| 33 lutas        | 23 vitórias | 10 derrotas |
| Por nocaute     | 15          | 2           |
| Por finalização | 3           | 2           |
| Por decisão     | 5           | 6           |

| Res.    | Cartel | Oponente              | Método                           | Evento                              | Data       | Round | Tempo | Local                       | Notas                               |
| ------- | ------ | --------------------- | -------------------------------- | ----------------------------------- | ---------- | ----- | ----- | --------------------------- | ----------------------------------- |
| Derrota | 23–11  | Dwayne Lewis          | Decisão (unânime)                | WSOF Canadá: Loiseau vs. Lewis      | 07/06/2014 | 3     | 5:00  | Edmonton, Alberta           |                                     |
| Vitória | 23–10  | Mike Kent             | TKO (socos)                      | ECC 18 - Road to Glory              | 25/10/2013 | 1     | 0:15  | Halifax, Nova Scotia        | Ganhou o Título Meio Pesado do ECC. |
| Vitória | 22–10  | Caleb Grummet         | Decisão (unânime)                | Challenge MMA 2                     | 17/08/2013 | 3     | 5:00  | Montreal, Quebec            |                                     |
| Vitória | 21–10  | Christopher McNally   | TKO (interrupção médica)         | CES 12: Real Pain                   | 06/10/2012 | 1     | 2:30  | Providence, Rhode Island    |                                     |
| Vitória | 20–10  | Leopoldo Serao        | TKO (interrupção médica)         | TPF 8: All or Nothing               | 18/02/2011 | 5     | 1:12  | Lemoore, California         | Ganhou o Título Peso Médio do TPF.  |
| Derrota | 19–10  | Mario Miranda         | TKO (socos)                      | UFC 115                             | 12/06/2010 | 2     | 4:07  | Vancouver, British Columbia |                                     |
| Vitória | 19–9   | Chester Post          | TKO (socos)                      | MFL 2 Battleground                  | 27/02/2010 | 1     | 4:40  | Montreal, Quebec            |                                     |
| Derrota | 18–9   | Ed Herman             | Decisão (unânime)                | UFC 97                              | 18/04/2009 | 3     | 5:00  | Montreal, Quebec            |                                     |
| Vitória | 18–8   | Solomon Hutcherson    | TKO (joelhadas)                  | Xtreme MMA 5: It's Crow Time        | 13/09/2008 | 5     | 1:56  | Montreal, Quebec            |                                     |
| Vitória | 17–8   | Andrew Buckland       | KO (socos)                       | Legacy FC: Resurrection             | 20/06/2008 | 1     | 0:20  | Calgary, Alberta            |                                     |
| Vitória | 16–8   | Todd Gouwenberg       | Decisão (unânime)                | HCF: Crow's Nest                    | 29/03/2008 | 3     | 5:00  | Gatineau, Quebec            |                                     |
| Derrota | 15–8   | Jason Day             | Decisão (dividida)               | HCF: Destiny                        | 01/02/2008 | 3     | 5:00  | Calgary, Alberta            |                                     |
| Vitória | 15–7   | Freddie Espiricueta   | Finalização (triângulo de braço) | Art of War 2                        | 11/05/2007 | 2     | 3:10  | Austin, Texas               |                                     |
| Derrota | 14–7   | Joey Villaseñor       | Decisão (unânime)                | EliteXC Destiny                     | 10/02/2007 | 3     | 5:00  | Southaven, Mississippi      |                                     |
| Derrota | 14–6   | Mike Swick            | Decisão (unânime)                | UFC 63                              | 23/09/2006 | 3     | 5:00  | Anaheim, California         |                                     |
| Derrota | 14–5   | Rich Franklin         | Decisão (unânime)                | UFC 58                              | 04/03/2006 | 5     | 5:00  | Las Vegas, Nevada           | Pelo Cinturão Peso Médio do UFC.    |
| Vitória | 14–4   | Evan Tanner           | TKO (cortes)                     | UFC Fight Night 2                   | 03/10/2005 | 2     | 4:15  | Las Vegas, Nevada           |                                     |
| Vitória | 13–4   | Charles McCarthy      | TKO (chute lateral)              | UFC 53                              | 04/06/2005 | 2     | 2:10  | Atlantic City, New Jersey   |                                     |
| Vitória | 12–4   | Gideon Ray            | TKO (interrupção médica)         | UFC 51                              | 05/02/2005 | 1     | 5:00  | Las Vegas, Nevada           |                                     |
| Vitória | 11–4   | Curtis Stout          | Decisão (unânime)                | TKO 17: Revenge                     | 25/09/2004 | 3     | 5:00  | Victoriaville, Quebec       |                                     |
| Vitória | 10–4   | Chris Fontaine        | KO (soco)                        | TKO 16: Infernal                    | 22/05/2004 | 1     | 0:13  | Quebec City, Quebec         |                                     |
| Derrota | 9–4    | Jeremy Horn           | Finalização (guilhotina)         | TKO 15: Unstoppable                 | 28/02/2004 | 1     | 0:54  | Montreal, Quebec            |                                     |
| Derrota | 9–3    | Jorge Rivera          | Decisão (unânime)                | UFC 44                              | 26/09/2003 | 3     | 5:00  | Las Vegas, Nevada           |                                     |
| Vitória | 9–2    | Mark Weir             | KO (socos)                       | UFC 42                              | 25/04/2003 | 1     | 3:55  | Miami, Florida              |                                     |
| Vitória | 8–2    | Tony Fryklund         | TKO (corte)                      | UCC 12: Adrenaline                  | 25/01/2003 | 1     | 4:24  | Montreal, Quebec            |                                     |
| Vitória | 7–2    | Jesse Jones           | Decisão (unânime)                | UCC 11: The Next Level              | 11/10/2002 | 3     | 5:00  | Montreal, Quebec            |                                     |
| Vitória | 6–2    | Claudionor Fontinelle | TKO (socos)                      | UCC 8: Fast and Furious             | 30/03/2002 | 2     | 0:56  | Rimouski, Quebec            |                                     |
| Vitória | 5–2    | Joe Doerksen          | Decisão (unânime)                | UCC 7: Bad Boyz                     | 25/01/2002 | 3     | 5:00  | Montreal, Quebec            |                                     |
| Vitória | 4–2    | Anis Abdelli          | Finalização (mata leão)          | UCC 6: Redemption                   | 19/10/2001 | 1     | 1:41  | Montreal, Quebec            |                                     |
| Vitória | 3–2    | Shawn Tompkins        | TKO (socos)                      | UCC 4: Return Of The Super Strikers | 12/05/2001 | 1     | 1:26  | Sherbrooke, Quebec          |                                     |
| Derrota | 2–2    | Jason St. Louis       | TKO (socos)                      | UCC 3: Battle for the Belts         | 27/01/2001 | 1     | 2:42  | Sherbrooke, Quebec          |                                     |
| Vitória | 2–1    | Steve Vigneault       | TKO (interrupção do córner)      | UCC 2: The Moment of Truth          | 12/08/2000 | 1     | 10:00 | Montreal, Quebec            |                                     |
| Vitória | 1–1    | Justin Bruckmann      | Finalização (guilhotina)         | UCC 2: The Moment of Truth          | 12/08/2000 | 1     | 3:07  | Montreal, Quebec            |                                     |
| Derrota | 0–1    | Justin Bruckmann      | Finalização (chave de braço)     | UCC 1: The New Beginning            | 02/06/2000 | 1     | 3:04  | Montreal, Quebec            |                                     |